# Expedición Lunar Energia
El expedición lunar Energia  fue un proyecto  iniciado por Valentín Glushkó en 1988 para crear una base lunar utilizando el vector de lanzamiento Energia. La base lunar debía utilizarse eventualmente para minar helio-3 de la superficie lunar. 

## Hardware
Las expediciones lunares Energia implicaban al menos dos secciones de hardware, que debían ser puesta en órbita terrestre baja en dos lanzamientos separados del Energia .